# Халкидонский Символ веры
Халкидонский Символ веры (лат. Symbolum Chalcedonense, халкидонский орос) — Символ веры, принятый в 451 году на IV Вселенском (Халкидонском) соборе. Написан для уточнения некоторых понятий, а в богослужении Православной церкви продолжает использоваться Никео-Цареградский Символ веры.
Халкидонская догматическая формула подчёркивает единство личности Христа и различие Его двух полноценных природ, божественной и человеческой, в единстве между собой. В отличие от учения Нестория, формула утверждает, что Иисус Христос имел ту же сущность, что и люди, и что обе Его природы (человеческая и божественная) существуют нераздельно и неслиянно, не будучи поглощёнными одна другой.
Упоминание Марии как Богородицы (Θεοτόκος) в этом символе веры вызывают некоторые сложности для протестантов. Но эта фраза являлась фундаментально христологичной, была включена для того, чтобы опровергнуть точку зрения Нестория. Кирилл Александрийский использовал её против несторианской ереси на Третьем Вселенском Соборе в Эфесе в 431 году. По его учению, о ребёнке, рождённом от Марии, невозможно просто говорить как о «человеческом ребёнке». Сын Марии, даже при унижении рождения, является Богом Сыном. Поэтому, как женщина, Мария является матерью Бога, так как воплотившийся через неё Бог был рождён по человечеству. Эта фраза не говорит о Марии, как о сотворившей Бога или давшей Жизнь Логосу.

## Греческий текст
Ἑπόμενοι τοίνυν τοῖς ἁγίοις πατράσιν ἕνα καὶ τὸν αὐτὸν ὁμολογεῖν υἱὸν τὸν κύριον ἡμῶν Ἰησοῦν Χριστὸν συμφώνως ἅπαντες ἐκδιδάσκομεν, τέλειον τὸν αὐτὸν ἐν θεότητι καὶ τέλειον τὸν αὐτὸν ἐν ἀνθρωπότητι, θεὸν ἀληθῶς καὶ ἄνθρωπον ἀληθῶς τὸν αὐτὸν, ἐκ ψυχῆς λογικῆς καὶ σώματος, ὁμοούσιον τῷ πατρὶ κατὰ τὴν θεότητα, καὶ ὁμοούσιον τὸν αὐτὸν ἡμῖν κατὰ τὴν ἀνθρωπότητα, κατὰ πάντα ὅμοιον ἡμῖν χωρὶς ἁμαρτίας· πρὸ αἰώνων μὲν ἐκ τοῦ πατρὸς γεννηθέντα κατὰ τὴν θεότητα, ἐπ᾽ ἐσχάτων δὲ τῶν ἡμερῶν τὸν αὐτὸν δἰ ἡμᾶς καὶ διὰ τὴν ἡμετέραν σωτηρίαν ἐκ Μαρίας τῆς παρθένου τῆς θεοτόκου κατὰ τὴν ἀνθρωπότητα, ἕνα καὶ τὸν αὐτὸν Χριστόν, υἱόν, κύριον, μονογενῆ, ἐν δύο φύσεσιν, ἀσυγχύτως, ἀτρέπτως, ἀδιαιρέτως, ἀχωρίστως γνωριζόμενον· οὐδαμοῦ τῆς τῶν φύσεων διαφορᾶς ἀνῃρημένης διὰ τὴν ἕνωσιν, σωζομένης δὲ μᾶλλον τῆς ἰδιότητος ἑκατέρας φύσεως καὶ εἰς ἓν πρόσωπον καὶ μίαν ὑπὸστασιν συντρεχούσης, οὐκ εἰς δύο πρόσωπα μεριζόμενον ἢ διαιρούμενον, ἀλλ᾽ ἕνα καὶ τὸν αὐτὸν υἱὸν καὶ μονογενῆ, θεὸν λόγον, κύριον Ἰησοῦν Χριστόν· καθάπερ ἄνωθεν οἱ προφῆται περὶ αὐτοῦ καὶ αὐτὸς ἡμᾶς ὁ κύριος Ιησοῦς Χριστὸς ἐξεπαίδευσε καὶ τὸ τῶν πατέρων ἡμῖν παραδέδωκε σύμβολον.

## Латинский текст
Sequentes igitur sanctos Patres, unum eumdemque confiteri Filium, et D.N.J.C. consonanter omnes docemus, eumdem perfectum in Deitate et eumdem perfectum in humanitate, Deum verè, et hominem verè, eumdem ex animà rationali, et corpore; consubstantialem Patri secundùm divinitatem, et consubstantialem nobis eumdem secundùm humanitatem per omnia nobis similem absque peccato (Hebr. 4:15);
ante secula quidem de Patre genitum secundum Deitatem, in novissimis autem diebus eumdem propter nos, et propter nostram salutem ex Marià Virgine Dei genitrice secundùm humanitatem;
unum eumdemque Christum Filium Dominum unigenitum, in duabus naturis inconfusè, immutabiliter, indivisè, inseperabiliter agnoscendum;
nusquam sublatà differentià naturarum propter unitionem, magisque salvà proprietate utriusque naturae, et in unam personam atque subsistentiam concurrente:
non in duas personas partitum aut divisum, sed unum eumdemque Filium, et Unigenitum, Deum Verbum D.J.C.,
sicut ante prophetae de eo, et ipse nos Jesus Christus erudivit, et Patrum nobis Symbolum tradidit.

## Русский текст
«Итак, следуя за божественными отцами, мы все единогласно учим исповедовать Одного и Того же Сына, Господа нашего Иисуса Христа, Совершенным по Божеству и Его же Самого Совершенным по человечеству; Подлинно Бога и Его же Самого подлинно человека: из разумной души и тела. Единосущным Отцу по Божеству и Его же Самого единосущным нам по человечеству. Подобным нам во всем, кроме греха (Евр. 4:15).
Прежде веков рождённым из Отца по Божеству, а в последние дни Его же Самого для нас и для нашего спасения (рождённого) по человечеству из Марии Девы Богородицы.
Одного и Того же Христа, Сына, Господа, Единородного, познаваемым в двух природах неслитно, непревращенно, неразделимо, неразлучимо.
(При этом) разница природ не исчезает через соединение, а ещё более сохраняется особенность каждой природы, сходящейся в одно Лицо и в одну Ипостась.
(Учим исповедовать) не рассекаемым или различаемым на два лица, но Одним и Тем же Сыном и Единородным, Богом-Словом, Господом Иисусом Христом.
Как изначала о Нем (изрекли) пророки и наставил нас Сам Господь Иисус Христос и как предал нам символ отцов наших».
Однако существует и иной вариант перевода (Православная энциклопедия):
«Итак, последуя святым отцам, все согласно поучаем исповедовать одного и того же Сына, Господа нашего Иисуса Христа, совершенного в божестве и совершенного в человечестве, истинно Бога и истинно человека, того же из души разумной и тела, единосущного Отцу по божеству и того же единосущного нам по человечеству, во всем подобного нам, кроме греха, рождённого прежде веков от Отца по божеству, а в последние дни ради нас и ради нашего спасения от Марии Девы Богородицы по человечеству, одного и того же Христа, Сына, Господа, единородного, в двух естествах неслитно, неизменно, нераздельно, неразлучно познаваемого, — так что соединением нисколько не нарушается различие двух естеств, но тем более сохраняется свойство каждого естества и соединяется в одно лицо и одну ипостась, — не на два лица рассекаемого или разделяемого, но одного и того же Сына и единородного Бога Слова, Господа Иисуса Христа, как в древности пророки [учили] о Нем, и [как] Сам Господь Иисус Христос научил нас, и [как] предал нам символ отцов».